# Jean Franco (acteur)
Pour les articles homonymes, voir Jean Franco.
 Jean Franco est un acteur et dramaturge français, né le 27 septembre 1978 à Nice.

## Biographie
Jean Franco est admis à 16 ans au conservatoire d'Antibes et en sort en 1995 avec deux premiers prix d'interprétation.
Il commence sa carrière avec des pièces du répertoire classique (Jules Renard, Marivaux, Eugène Ionesco) puis contemporaines (Josiane Balasko, François Billetdoux, David Foenkinos Roland Dubillard), au total une quarantaine de pièces.
Dès 2000, il commence à écrire ses propres pièces. En 2006, il connaît son premier succès avec la pièce Elle nous enterrera tous avec Marthe Villalonga. Il rencontre le comédien Guillaume Mélanie avec qui il écrit Panique au ministère puis La Candidate avec Amanda Lear. Il signe également Jamais 2 sans 3  avec Camille Cottin et Liane Foly, Plein la vue avec Véronique Genest et dernièrement Dernier tour de piste avec Patrice Laffont,, Hate Letters avec Roland Giraud, Pour le meilleur et pour le pire avec Booder, Libres! ou presque, Papa va bientôt rentrer, Pour combien tu m’aimes?

## Filmographie

### Cinéma

#### Longs métrages
- 2013 : La Cage dorée de Ruben Alves : le vendeur de la Porsche
- 2013 : Casting sauvage de Galaad Hemsi : Baptiste
- 2017 : L'Un dans l'autre de Bruno Chiche : un conducteur
- 2018 : Les Tuche 3 d'Olivier Baroux : le conducteur du second TGV
- 2019 : Mon inconnue de Hugo Gélin : le physionomiste du gala
- 2020 : Miss de Ruben Alves : le responsable digital
- 2024 : Le Déluge de Gianluca Jodice
- 2025 : Doux Jésus de Frédéric Quiring

#### Courts métrages
- 2013 : Du sable dans les pompes de Clément Gonzalez : Jean
- 2020 : Millésimémés de Louis Tellier

### Télévision

#### Séries télévisées
- 2020 : Cheyenne et Lola (épisode 1 Le Big Bang)
- 2023 : Bardot de Danièle Thompson (mini-série) : Alain Carré
- 2023 : D'argent et de sang de Xavier Giannoli : Stéphane Aubin
- 2023 : Alphonse de Nicolas Bedos : le médecin d’Adèle
- 2023 : Escort Boys de Ruben Alves (saison 1, épisode 6) : Paul Rouvier
- 2024 : Fortune de France de Christopher Thompson (3 épisodes) : le Curé Pincettes
- 2024 : Iris (épisode 4) : le gardien du musée
- 2025 : Escort Boys de Ruben Alves (saison 2) : Paul Rouvier

## Théâtre

### Comédien
- 1993 : Poil de carotte de Jules Renard
- 1995 : La Poche Parmentier de Georges Pérec, mise en scèe Valérie Valade
- 1995 : Le Goût des femmes de Baccheretti et Desprès, mise en scène Annie Boivert
- 1995 : L'Épreuve de Marivaux, mise en scène Julien Bertheau
- 1996 : La Leçon d'Eugène Ionesco
- 1996 : La Marelle d'Israël Horowitz
- 1996 : A la nuit la nuit  de François Billetdoux
- 1996 : C’est Malin !  de Fulbert Janin, mise en scène Annie Boivert
- 1997 : Thé à la menthe ou t'es citron ? de Patrick Haudecœur et Danielle Navarro-Haudecœur, mise en scène Henri Masini
- 1997 : Nuit d'ivresse de Josiane Balasko
- 1998 : La Dispute de Marivaux, mise en scène Lucien Rosso
- 1998 : Les Acteurs de bonne foi de Marivaux, mise en scène Lucien Rosso
- 1999 : Les Diablogues de Roland Dubillard, mise en scène Stéphane Eichenholc
- 1999 : Croque-monsieur de Marcel Mithois, mise en scène Geneviève Limoges-Maurier
- 2000 : Occupé(s) ! de lui-même, Annie Boivert et Laury Bouhachi, mise en scène lui-même et Annie Boivert, Salle Escoffier
- 2000 : Interdit au public, mise en scène Annie Boivert
- 2000 : L'Ours d'Anton Tchekhov, mise en scène Stéphane Eichenholc
- 2000 : Une demande en mariage d'Anton Tchekhov, mise en scène Stéphane Eichenholc
- 2001 : Citizen Teigne de lui-même, mise en scène d'Annie Boivert, Théâtre des Oiseaux
- 2001 : Les bras m’en tombent !, mise en scène Eric Peter, Théâtre de Dix heures[4]
- 2003 : Soixante degrés de lui-même et Jérôme Paza, mise en scène Guillaume Mélanie, Théâtre d'Edgar
- 2003-2004 : Le Vison voyageur de de Ray Cooney et John Chapman, mise en scène Eric Hénon, Comédie Bastille
- 2004 : Électrocardiogramme de Florence Savignat, mise en scène Clémentine Célarié, Théâtre d'Edgar
- 2004 : Mes meilleurs ennuis de et mis en scène par Guillaume Mélanie
- 2006 : Elle nous enterrera tous..., de lui-même, mise en scène Jean-Luc Moreau, Théâtre Saint-Georges
- 2008 : Le Dindon de Georges Feydeau, mise en scène Thomas Le Douarec, Comédie de Paris
- 2009 : Le Bocal de lui-même et Jérôme Paza, mise en scène Étienne de Balasy, Théâtre Montreux-Riviera
- 2010-2012 : Le Technicien d'Éric Assous, mise en scène Jean-Luc Moreau, Théâtre du Palais-Royal, tournée
- 2010 : Le Songe d'une nuit d'été de William Shakespeare, mise en scène Thierry Surace, Théâtre 13
- 2013 : Jamais 2 sans 3 de lui-même, mise en scène Jean-Luc Moreau, Théâtre du Palais-Royal
- 2013 : Des pieds et des mains de Ray Galton et John Antrobus, mise en scène Arthur Jugnot et David Roussel, Théâtre Fontaine
- 2014-2015 : Pour combien tu m’aimes ? de lui-même et Guillaume Mélanie, mise en scène Guillaume Mélanie, Palais des glaces
- 2015-2017 : Les lapins sont toujours en retard d'Ariane Mourier, mise en scène David Roussel, Festival off d'Avignon
- 2015 : Moi, Feydeau, De Gaulle et les autres ! de Marc Jolivet, Festival off d'Avignon
- 2015 : Un week end sur deux (et la moitié des vacances scolaires) de lui-même et Guillaume Mélanie, mise en scène Cédric Moreau, Théâtre d'Edgar
- 2018-2019 : Libres ! ou presque... de lui-même et Guillaume Mélanie, mise en scène Raymond Acquaviva, Palais des glaces, tournée
- 2019 : Plus haut que le ciel de Florence Lefebvre et Julien Lefebvre, mise en scène Jean-Laurent Silvi, Théâtre Fontaine
- 2022 : La Délicatesse d'après David Foenkinos, mise en scène Thierry Surace, Festival Off d'Avignon, tournée, Théâtre de L’OEuvre
- 2022 : George Dandin ou le Mari confondu de Molière, mise en scène Thierry Harcourt, Les 3 Coups de Jarnac (Jarnac)
- 2024 : Mon jour de chance de Patrick Haudecœur et Gérald Sybleiras, mise en scène José Paul, Théâtre Fontaine

### Auteur
- 2000 : Occupé(s) ! coécrit avec Annie Boivert et Laury Bouhachi, mise en scène Jean Franco et Annie Boivert, Salle Escoffier
- 2001 : Citizen Teigne, mise en scène Annie Boivert, Théâtre des Oiseaux
- 2002 : Qu'est-ce qui fait courir Dora Castagnette ou Le Come-back, mise en scène Annie Boivert, Théâtre de l’Ile aux Fées
- 2003 : Soixante degrés coécrit avec Jérôme Paza, mise en scène Guillaume Mélanie, Théâtre d'Edgar
- 2004 : Pièces à conviction, mise en scène Annie Boivert, Salle Escoffier
- 2005 : Quinze août sur palier, mise en scène Sébastien Castro, Comédie des 3 bornes
- 2006 : Elle nous enterrera tous..., mise en scène Jean-Luc Moreau, Théâtre Saint-Georges
- 2009 : Panique au ministère coécrit avec  Guillaume Mélanie, mise en scène Raymond Acquaviva, Théâtre de la Porte-Saint-Martin
- 2009 : Le Bocal, coécrit avec Jérôme Paza, mise en scène Étienne de Balasy, Théâtre Montreux-Riviera
- 2009 : Vingt-deux novembre soixante-trois, mise en scène Dominique Würsten, Théâtre des Trois-Quarts
- 2011 : Le Trésor de Mamma Giulia coécrit avec Jean-Pierre Allain, mise en scène Guillaume Mélanie et Guillaume Bouchède
- 2012 : A l'envers, coécrit avec Émilie Ridard, mise en scène Grégory Cauvin, Théâtre de la Cité
- 2012 : Méchante à gages ou La Chieuse, coécrit avec Patrice Dard, Comédie-Caumartin
- 2012 : Plein la vue coécrit avec Guillaume Mélanie, mise en scène Jean-Luc Moreau, Théâtre de la Michodière
- 2013 : Jamais 2 sans 3, mise en scène Jean-Luc Moreau, Théâtre du Palais-Royal
- 2013 : Revenez quand vous voulez !, mise en scène Thierry Margot, Café-Théâtre des Chartrons
- 2014 : Pour combien tu m’aimes ?, coécrit avec Guillaume Mélanie, mise en scène Guillaume Mélanie, Palais des glaces
- 2015 : Un week-end sur deux (et la moitié des vacances scolaires), coécrit avec Guillaume Mélanie, mise en scène Cédric Moreau, Théâtre d’Edgar
- 2016 : La Candidate coécrit avec Guillaume Mélanie, mise en scène Raymond Acquaviva, théâtre de la Michodière
- 2018 : Papa va bientôt rentrer, coécrit avec Jean-Yves Roan, mise en scène José Paul, Théâtre de Paris[5]
- 2018 : Libres ! ou presque... coécrit avec Guillaume Mélanie, mise en scène Raymond Acquaviva, Palais des glaces
- 2018 : Jack – L’Eventreur de Whitechapel, comédie musicale, livret coécrit avec Guillaume Bouchède, musique de Michel Frantz, mise en scène Samuel Sené, Théâtre Trévise[6]
- 2019 : Dernier tour de piste, mise en scène Olivier Macé et Guillaume Mélanie, Alhambra
- 2019 : Hate Letters, coécrit avec Thierry Lassalle, mise en scène Anne Bourgeois, tournée
- 2022 : Je t'écris moi non plus co-écrit avec Thierry Lassalle, mise en scène Anne Bourgeois, tournée
- 2023 : Pour le meilleur et pour le pire co-écrit avec Guillaume Mélanie, mise en scène Guillaume Mélanie, tournée
- 2024 : Chaud devant co-écriture avec Jean-Pierre Allain pour la Troupe de l'Estacade de Roscoff
- 2025 : Le Casse de l’année co-écrit avec Guillaume Mélanie, mise en scène Guillaume Mélanie, tournée

### Metteur en scène
- 2000 : Occupé(s) ! de Jean Franco, Annie Boivert et Laury Bouhachi, mis en scène avec Annie Boivert, Salle Escoffier

## Publications
- Elle nous enterrera tous de Jean Franco, Ed. Art et Comédie, 2007
- Soixante degrés de Jean Franco et  Jérôme Paza, Alna éd., 2008
- Le trésor de Mamma Giulia de Jean-Pierre Allain et Jean Franco, Ed. Art et Comédie, 2011
- Jamais 2 sans 3 de Jean Franco, Ed. Art et Comédie, 2013
- Aux frais de la princesse de Jean Franco, Ed. Art et Comédie, 2013
- Panique au ministère de Jean Franco et Guillaume Mélanie , Ed. Art et Comédie, 2015
- Un week-end sur deux et la moitié des vacances scolaires de Guillaume Mélanie et Jean Franco, Ed. Art et Comédie, 2015
- Plein la vue de Jean Franco et Guillaume Mélanie, Ed. Art et Comédie, 2016
- La candidate de Jean Franco et Guillaume Mélanie, Ed. Art et Comédie, 2016
- Libres ! (ou presque...) Pour combien tu m'aimes ? de Jean Franco et Guillaume Mélanie, Novembre 2018 Tome 72, Ed. La Traverse, 2018
- Dernier tour de piste de Jean Franco Pour le meilleur et pour le pire de Jean Franco et Guillaume Mélanie, Mars 2023 Tome 84, Ed. La Traverse, 2023

## Distinctions

### Récompense
- Molières 2020 : Molière du comédien dans un second rôle pour Plus haut que le ciel

### Nomination
- Molières 2023 : Molière du comédien dans un spectacle de théâtre privé pour La Délicatesse